# Exaxxion
Exaxxion (砲神エグザクソン?, Hōjin Eguazakuson), conosciuto anche con il titolo Cannon God Exxaxion, è un manga di Kenichi Sonoda, pubblicato dal 1997 al 2004 sulla rivista giapponese Afternoon e raccolto in sette volumi editi dalla Kōdansha. In Italia il manga è stato pubblicato mensilmente nella rivista Kappa Magazine della Star Comics, dal maggio 1998 sino al maggio 2005. Nel 2009 la GP Publishing ha acquistato i diritti sull'opera e ne ha curato una riedizione in sette volumi fedeli agli originali.

## Trama
Hoichi Kano il nipote del famoso inventore internazionale Hosuke Kano è uno studente dell'Howa High School a Musashino in Giappone. In occasione del decimo anniversario del primo contatto con i Riofaldians, una razza aliena, sta per essere inaugurato un nuovo prototipo di astronave all'avanguardia, progettata per fungere da mezzo di trasporto da e per il pianeta dei Riofaldian e la Terra. Tuttavia, si è trattata soltanto di una manovra strategica degli alieni per prendere il controllo completo del pianeta Terra, approfittando delle tecnologie avanzate e della forza lavoro terrestre a proprio vantaggio. Hoichi, con l'aiuto di suo nonno, della sua compagna di scuola Akane, e di Isaka, che è stato appena trasferito all'Howa High School, è l'unico in grado di fermare l'invasione aliena e salvare la Terra.

## Volumi
| 1 | 23 giugno 1998    | ISBN 978-4-06-314180-1 | 20 settembre 2009 | ISBN 978-88-6468-007-1 |
| 1 | Capitoli 1-8      |                        |                   |                        |
| 2 | 23 marzo 1999     | ISBN 978-4-06-314201-3 | 31 ottobre 2009   | ISBN 978-88-6468-008-8 |
| 2 | Capitoli 9-18     |                        |                   |                        |
| 3 | 22 giugno 2000    | ISBN 978-4-06-314244-0 | 30 gennaio 2010   | ISBN 978-88-6468-009-5 |
| 3 | Capitoli 19-31    |                        |                   |                        |
| 4 | 23 luglio 1991    | ISBN 978-4-06-314269-3 | 21 febbraio 2010  | ISBN 978-88-6468-010-1 |
| 4 | Capitoli 32-44    |                        |                   |                        |
| 5 | 23 luglio 1992    | ISBN 978-4-06-314299-0 | 21 marzo 2010     | ISBN 978-88-6468-011-8 |
| 5 | Capitoli 45-57    |                        |                   |                        |
| 6 | 22 settembre 2003 | ISBN 978-4-06-314329-4 | 30 aprile 2010    | ISBN 978-88-6468-012-5 |
| 6 | Capitoli 58-69    |                        |                   |                        |
| 7 | 23 agosto 2004    | ISBN 978-4-06-314352-2 | 11 luglio 2010    | ISBN 978-88-6468-013-2 |
| 7 | Capitoli 70-81    |                        |                   |                        |